# Jamie Carragher
Jamie Carragher, de son vrai nom James Lee Duncan Carragher, est un footballeur anglais né le 28 janvier 1978 à Bootle. Ce défenseur, jouant principalement dans l'axe, a été formé à partir de l'âge de 10 ans à Liverpool après avoir, dans son enfance, soutenu le club rival d'Everton. Il fut international anglais de 1999 à 2010.

## Biographie

### En club
Jamie Carragher fait ses débuts en Premiership en tant que remplaçant lors de la saison 1996-1997, à l'occasion d'une rencontre opposant le Liverpool FC et West Ham. Il commence le match suivant contre Aston Villa et marque face au kop de Liverpool.
Bien qu'il évolue principalement au poste d'arrière central, Carragher peut également jouer arrière latéral, voire au milieu de terrain. Il compte plus de sept cents matchs sous le maillot de Liverpool (Il a joué son 650e match en tant que capitaine le 21 novembre 2010), soit plus que n'importe quel autre joueur de l'effectif actuel. Il fait partie des joueurs préférés des supporters, en raison de sa détermination et de son style sans fioritures. Il reste pourtant tristement célèbre pour avoir marqué deux buts contre son camp au cours du match contre Manchester comptant pour la saison 1998-1999.
Le 10 mars 2013, lors d'une victoire 3-2 à Anfield face à Tottenham, il joue son 500e match de Premier League. Rejoignant ainsi six autres joueurs tels que Ryan Giggs, Frank Lampard, Gary Speed, ou encore David James.
Le 19 mai 2013 à Anfield contre QPR, Jamie met un terme à sa carrière. Il a disputé 737 matchs avec Liverpool.

### En équipe d'Angleterre
Carragher a toujours été considéré comme un joueur prometteur. Il a été sélectionné 27 fois et a marqué 1 but en faveur de l'équipe d'Angleterre des moins de 21 ans.
Jamie Carragher honore sa première sélection en équipe d'Angleterre le 28 avril 1999 contre la Hongrie, sous la direction d'une ancienne idole de Liverpool FC, Kevin Keegan. Durant sa carrière avec l'équipe d'Angleterre, Carragher a occupé plusieurs postes comme arrière droit, arrière gauche, défenseur central ou milieu récupérateur.
Il n'est pas retenu pour la Coupe du monde 2002, mais fait ensuite partie des sélectionnés pour l'Euro 2004 ; il ne rentre toutefois pas en jeu durant le tournoi. Il fait partie de l'effectif pour la Coupe du monde 2006, où il est titulaire à la suite de la blessure de Gary Neville.
Déçu d'être le quatrième choix en défense centrale sous Steve McClaren (derrière Rio Ferdinand, John Terry et Ledley King), il met fin à sa carrière internationale en 2007. Mais il revient sur sa décision en 2010 et Fabio Capello le retient dans sa liste des 23 joueurs sélectionnés pour la Coupe du monde 2010 où il est la doublure de Glen Johnson. Il joue deux matchs durant cette compétition ; mais à la suite de la défaite de l'Angleterre, il prend sa retraite internationale.
En mai 2012, il joue pour la sélection de « stars » de Gérard Houiller contre l'équipe de corse de Jean Michel Cavalli.

## Vie privée
Carragher est d'origine maltaise par son grand-père maternel. Il a épousé son amour d'enfance, Nicola Hart, en 2005. Ils ont une fille, Mia, et un fils, James, également footballeur. Dès la sélection de James en équipe nationale de football de Malte, en février 2025, Carragher et son fils ont obtenu la nationalité maltaise.

## Statistiques
| Saison                | Club                  | Championnat           | Championnat | Championnat | Coupe(s) nationale(s) | Coupe(s) nationale(s) | Supercoupe | Supercoupe | Compétition(s) continentale(s) | Compétition(s) continentale(s) | Compétition(s) continentale(s) | Supercoupe UEFA | Supercoupe UEFA | Coupe du monde des clubs | Coupe du monde des clubs | Angleterre | Angleterre | Total | Total |
| Saison                | Club                  | Division              | M.          | B.          | M.                    | B.                    | M.         | B.         | Comp.                          | M.                             | B.                             | M.              | B.              | M.                       | B.                       | M.         | B.         | M.    | B.    |
| 1996-1997             | Liverpool FC          | Premier League        | 2           | 1           | 1                     | 0                     | -          | -          | -                              | -                              | -                              | -               | -               | -                        | -                        | -          | -          | 3     | 1     |
| 1997-1998             | Liverpool FC          | Premier League        | 20          | 0           | 2                     | 0                     | -          | -          | C3                             | 1                              | 0                              | -               | -               | -                        | -                        | -          | -          | 23    | 0     |
| 1998-1999             | Liverpool FC          | Premier League        | 34          | 1           | 4                     | 0                     | -          | -          | C3                             | 6                              | 0                              | -               | -               | -                        | -                        | 1          | 0          | 45    | 1     |
| 1999-2000             | Liverpool FC          | Premier League        | 36          | 0           | 4                     | 0                     | -          | -          | -                              | -                              | -                              | -               | -               | -                        | -                        | -          | -          | 40    | 0     |
| 2000-2001             | Liverpool FC          | Premier League        | 34          | 0           | 12                    | 0                     | -          | -          | C3                             | 12                             | 0                              | -               | -               | -                        | -                        | 2          | 0          | 60    | 0     |
| 2001-2002             | Liverpool FC          | Premier League        | 33          | 0           | 3                     | 0                     | 1          | 0          | C1                             | 15                             | 0                              | 1               | 0               | -                        | -                        | 5          | 0          | 58    | 0     |
| 2002-2003             | Liverpool FC          | Premier League        | 35          | 0           | 8                     | 0                     | -          | -          | C1+C3                          | 6+5                            | 0+0                            | -               | -               | -                        | -                        | 1          | 0          | 55    | 0     |
| 2003-2004             | Liverpool FC          | Premier League        | 22          | 0           | 3                     | 0                     | -          | -          | C3                             | 4                              | 0                              | -               | -               | -                        | -                        | 3          | 0          | 32    | 0     |
| 2004-2005             | Liverpool FC          | Premier League        | 38          | 0           | 3                     | 0                     | -          | -          | C1                             | 15                             | 0                              | -               | -               | -                        | -                        | 5          | 0          | 61    | 0     |
| 2005-2006             | Liverpool FC          | Premier League        | 36          | 0           | 6                     | 0                     | -          | -          | C1                             | 12                             | 1                              | 1               | 0               | 2                        | 0                        | 12         | 0          | 69    | 1     |
| 2006-2007             | Liverpool FC          | Premier League        | 35          | 1           | 2                     | 0                     | 1          | 0          | C1                             | 13                             | 0                              | -               | -               | -                        | -                        | 5          | 0          | 56    | 1     |
| 2007-2008             | Liverpool FC          | Premier League        | 35          | 0           | 7                     | 0                     | -          | -          | C1                             | 13                             | 0                              | -               | -               | -                        | -                        | -          | -          | 55    | 0     |
| 2008-2009             | Liverpool FC          | Premier League        | 38          | 0           | 4                     | 0                     | -          | -          | C1                             | 12                             | 0                              | -               | -               | -                        | -                        | -          | -          | 54    | 0     |
| 2009-2010             | Liverpool FC          | Premier League        | 37          | 0           | 3                     | 0                     | -          | -          | C1+C3                          | 5+8                            | 0+0                            | -               | -               | -                        | -                        | 4          | 0          | 57    | 0     |
| 2010-2011             | Liverpool FC          | Premier League        | 28          | 0           | 0                     | 0                     | -          | -          | C3                             | 10                             | 0                              | -               | -               | -                        | -                        | -          | -          | 38    | 0     |
| 2011-2012             | Liverpool FC          | Premier League        | 21          | 0           | 10                    | 0                     | -          | -          | -                              | -                              | -                              | -               | -               | -                        | -                        | -          | -          | 31    | 0     |
| 2012-2013             | Liverpool FC          | Premier League        | 24          | 0           | 3                     | 0                     | -          | -          | C3                             | 11                             | 0                              | -               | -               | -                        | -                        | -          | -          | 38    | 0     |
| Total sur la carrière | Total sur la carrière | Total sur la carrière | 508         | 3           | 75                    | 0                     | 2          | 0          | -                              | 148                            | 1                              | 2               | 0               | 2                        | 0                        | 38         | 0          | 775   | 4     |

## Palmarès

### En club
| Liverpool FC (11) |
| --- |
| - Ligue des champions (1) - Vainqueur : 2005. - Coupe UEFA (1) - Vainqueur : 2001. - Supercoupe de l'UEFA (2) - Vainqueur : 2001 et 2005. - Coupe de la Ligue anglaise (3) - Vainqueur : 2001, 2006 et 2012. - Coupe d'Angleterre (2) - Vainqueur : 2001 et 2006. - Community Shield (2) - Vainqueur : 2001 et 2006. |